# Climbazol
Climbazol ist eine chemische Verbindung, die antimykotisch und fungistatisch wirkt, also die Vermehrung von Pilzen hemmt. In Handelsprodukten kommt typischerweise eine 1:1-Mischung der beiden Stereoisomeren zum Einsatz.

## Eigenschaften
Climbazol ist eine halogenorganische Verbindung und wird als sehr effektiv eingeschätzt. Es ist ein weißes bis gräuliches kristallines Pulver und riecht charakteristisch; dieser Eigengeruch kann aber recht leicht mit Parfümölen überdeckt werden. Climbazol gehört zur Substanzklasse der antimykotisch wirkenden Azole und ist in Wasser kaum löslich. Die Löslichkeit bei Umgebungstemperatur in kosmetischen Lösungsmitteln und in Parfümölen ist aber sehr gut. Climbazol ist sehr licht- und wärmebeständig. Es ist gut zu lagern und nicht hygroskopisch.

## Verwendung
Climbazol wird in Antischuppen-Shampoos verwendet, da Schuppenbildung mit bestimmten Pilzen (zum Beispiel Malassezia furfur) in Verbindung gebracht wird, die auf der Kopfhaut siedeln.

## Risikobewertung
Climbazol kann – wenn es in den Körper aufgenommen wird – Chlorphenol abspalten, das im Verdacht steht, krebserregend zu sein. Halogenorganische Verbindungen sind umstritten, weil sie sich zum Teil in der Umwelt anreichern. Das Bundesministerium für Verbraucherschutz setzte im September 2007 eine EU-Richtlinie um, mit der die Verwendung von Climbazol gesetzlich weiter beschränkt wurde. Kosmetika, deren Climbazolgehalt einen Anteil von 0,5 Prozent überschritt, durften in Deutschland nur bis zum 22. März 2008 in den Handel gebracht und bis zum 23. Juni 2008 an den Endverbraucher verkauft werden.
Climbazol wurde 2013 von der EU gemäß der Verordnung (EG) Nr. 1907/2006 (REACH) im Rahmen der Stoffbewertung in den fortlaufenden Aktionsplan der Gemeinschaft (CoRAP) aufgenommen. Hierbei werden die Auswirkungen des Stoffs auf die menschliche Gesundheit bzw. die Umwelt neu bewertet und ggf. Folgemaßnahmen eingeleitet. Ursächlich für die Aufnahme von Climbazol waren die Besorgnisse bezüglich Verbraucherverwendung und weit verbreiteter Verwendung sowie der Gefahren ausgehend von einer möglichen Zuordnung zur Gruppe der CMR-Stoffe. Die Neubewertung fand ab 2014 statt und wurde von Belgien durchgeführt.